# Idiocera (Idiocera) antilopina
Idiocera (Idiocera) antilopina is een tweevleugelige uit de familie steltmuggen (Limoniidae). De soort komt voor in het Palearctisch gebied.